# Kings of the New Age
Kings of the New Age es el cuarto álbum de estudio de la banda estadounidense de pop punk State Champs. Fue lanzado el 13 de mayo de 2022, a través de Pure Noise Records y marca la brecha más larga entre álbumes de la banda luego del lanzamiento de Living Proof (2018). Es el primer álbum de la banda sin el guitarrista rítmico Tony Diaz tras su salida en marzo de 2020.

## Antecedentes y producción
En una entrevista con Alternative Press, Derek DiScanio afirmó que la producción del álbum ya había comenzado antes de la pandemia del COVID-19. Mientras la banda estaba en la etapa de escribir viajes a Los Ángeles y hacer demos instrumentales, les presentaron a Drew Fulk, quien terminaría convirtiéndose en el productor e ingeniero principal del álbum. Derek elogió la actitud y la ética de trabajo de Drew, reflejando que a la banda se le habían ocurrido más de 30 ideas de canciones y que Drew había ayudado a mejorarlas y combinarlas. Cuatro de las pistas del álbum cuentan con colaboraciones con otros artistas, lo que le da al álbum la mayor cantidad de funciones que cualquiera de los lanzamientos anteriores de la banda.

## Lanzamiento y promoción
El 23 de febrero de 2022, la banda anunció que su cuarto álbum se titularía "Kings of the New Age" y se lanzaría el 13 de mayo de 2022. El mismo día lanzaron el sencillo "Everybody But You" con Ben Barlow de Neck Deep. También se reveló la portada del álbum y la lista completa de canciones.

## Lista de canciones
Todas las canciones escritas y compuestas por Derek DiScanio, Drew Fulk, Evan Ambrosio, Ryan Scott Graham y Tyler Szalkowski. 
| N.º | Título                                                     | Duración |  |
| 1.  | «Here to Stay»                                             | 2:56     |  |
| 2.  | «Eventually»                                               | 3:37     |  |
| 3.  | «Everybody but You» (con Ben Barlow de Neck Deep)          | 3:47     |  |
| 4.  | «Outta My Head»                                            | 2:56     |  |
| 5.  | «Fake it»                                                  | 3:02     |  |
| 6.  | «Half Empty» (con Chrissy Costanza de Against the Current) | 3:31     |  |
| 7.  | «Just Sound»                                               | 3:22     |  |
| 8.  | «Act Like That» (con Mitchell Tenpenny)                    | 3:03     |  |
| 9.  | «Where Were You»                                           | 2:47     |  |
| 10. | «Sundress» (con Four Year Strong)                          | 3:11     |  |
| 11. | «Some Minds Don't Change»                                  | 2:46     |  |

## Posicionamiento en lista
| Lista (2022)                         | Posición |
| ------------------------------------ | -------- |
| Estados Unidos (Independent Albums)  | 33       |
| Estados Unidos (Top Rock Albums)     | 45       |
| Reino Unido (UK Rock & Metal Albums) | 11       |

## Personal
State Champs
- Derek DiScanio - voz principal, producción
- Tyler Szalkowski - coros guitarra
- Ryan Scott Graham - bajo, coros
- Evan Ambrosio - batería

Músicos adicionales
- Ben Barlow: voz (pista 3).
- Chrissy Costanza: voz (pista 6).
- Mitchell Tenpenny: voz (pista 8).
- Four Year Strong: voz (pista 10).